# Santa Anita (San José Iturbide)
Santa Anita es una localidad del estado mexicano de Guanajuato. Es parte del municipio de San José Iturbide.

## Toponimia
El nombre de la población hace referencia al santo patrono de la localidad: Ana de Nazaret.

## Demografía
| Gráfica de evolución demográfica |
|                                  |

| Censo | Población |
| ----- | --------- |
| 1910  | 380       |
| 1921  | 354       |
| 1930  | 325       |
| 1940  | 374       |
| 1950  | 272       |
| 1960  | 522       |
| 1970  | 601       |
| 1980  | 786       |
| 1990  | 1 015     |
| 2000  | 1 381     |
| 2010  | 1 620     |
| 2020  | 1 888     |